# Winterthur Warriors 2023
Questa voce raccoglie le informazioni riguardanti i Winterthur Warriors nelle competizioni ufficiali della stagione 2023.

## Lega Nazionale A 2023

### Stagione regolare
| 25 marzo 2023 2ª giornata | Winterthur Warriors | 0 – 27 | Calanda Broncos |  |

| 2 aprile 2023 3ª giornata | Zürich Renegades | 19 – 7 | Winterthur Warriors |  |

| 15 aprile 2023 5ª giornata | Geneva Seahawks | 21 – 14 | Winterthur Warriors |  |

| 30 aprile 2023 7ª giornata | Thun Tigers | 52 – 7 (14-0 17-0 14-0 7-7) | Winterthur Warriors |  |

| 7 maggio 2023 8ª giornata | Winterthur Warriors | 37 – 33 | Bern Grizzlies |  |

| 20 maggio 2023 9ª giornata | Winterthur Warriors | 21 – 28 (d.t.s.) (0-0 7-14 7-0 7-7 0-7) | Geneva Seahawks | (470 spett.) |

| 29 maggio 2023 10ª giornata | Winterthur Warriors | 0 – 34 | Zürich Renegades |  |

| 10 giugno 2023 12ª giornata | Winterthur Warriors | 24 – 40 | Thun Tigers | (230 spett.) |

| 17 giugno 2023 13ª giornata | Calanda Broncos | 35 – 38 (7-7 7-13 7-15 143) | Winterthur Warriors |  |

| 24 giugno 2023 14ª giornata | Gladiators Beider Basel | 49 – 21 | Winterthur Warriors |  |

## Statistiche di squadra
| Competizione      | %Vittorie | In casa | In casa | In casa | In casa | In casa | In casa | In trasferta | In trasferta | In trasferta | In trasferta | In trasferta | In trasferta | Totale | Totale | Totale | Totale | Totale | Totale |
| Competizione      | %Vittorie | G       | V       | N       | P       | Pf      | Ps      | G            | V            | N            | P            | Pf           | Ps           | G      | V      | N      | P      | Pf     | Ps     |
| ----------------- | --------- | ------- | ------- | ------- | ------- | ------- | ------- | ------------ | ------------ | ------------ | ------------ | ------------ | ------------ | ------ | ------ | ------ | ------ | ------ | ------ |
| Stagione regolare | .200      | 5       | 1       | 0       | 4       | 82      | 162     | 5            | 1            | 0            | 4            | 87           | 176          | 10     | 2      | 0      | 8      | 169    | 338    |
| Totale            | .200      | 5       | 1       | 0       | 4       | 82      | 162     | 5            | 1            | 0            | 4            | 87           | 176          | 10     | 2      | 0      | 8      | 169    | 338    |